# Butja rajon
Butja rajon (ukrainsk: Бучаньський район, tr. Butjanskyj rajon) er en af 7 rajoner i Kyiv oblast i det nordlige Ukraine, hvor Butja rajon er beliggende mod vest. Rajonen har et areal på 1.544 km2
og et indbyggertal på 375.536 (2022). Den blev oprettet ved Ukraines administrative reform i juli 2020. Hovedbyen er byen Butja